# アッティラ (ヴェルディ)
『アッティラ』 (Attila) は、ジュゼッペ・ヴェルディが作曲したプロローグと3幕から構成されるオペラ（またはドランマ・リリコ）である。ヴェルディのオペラでは9作目にあたる。
中世初頭のアジア系遊牧民でフン族の王のアッティラを主人公とする。

## 作曲の経緯

### 『アルツィラ』失敗から作曲の着手へ
前作『アルツィーラ』の上演が失敗した後、ヴェネツィアのフェニーチェ劇場からの委嘱で、1845年の末頃に作曲に着手する。まずヴェルディが次のオペラの題材として選んだのは、ツァハリアス・ヴェルナー（Friedrich Ludwig Zacharias Werner ,1768-1823）の代表的な戯曲『フン族の王アッティラ』であった。この戯曲を基に、フランチェスコ・ピアーヴェに台本を依頼をするが、ヴェネツィアの都市の成立という物語に非常に相応しい題材で書くことにあたって、別の作者の方が良いと考えたのか、直前にヴェルディは作者をテミストークレ・ソレーラに変更する。

### 作曲の難航と完成
しかし作曲は難航し、様々なトラブルが起こる。1845年に『ジョヴァンナ・ダルコ』と『アルツィーラ』を立て続けに生み出したヴェルディは疲労が溜まっていたうえ、リウマチを患って苦しめられる。今度はソレーラが第3幕の後半を下書きのまま、妻テレーザ・ロスミーラとスペインへ旅行に行き、そのままマドリードに移住するという事態に遭う。苛立ちを隠せないヴェルディは止むを得ず、当初依頼したピアーヴェに未完の台本の作成を依頼することになる。このトラブルの後、ヴェルディはソレーラと袂を分けることになる。また1845年から1846年にかけての謝肉祭のシーズン
で初演される予定だったが、先のトラブルによって大幅に遅れてしまう結果となった。また、先の理由で、後半になるに従って「台本の未熟さ」が指摘されるようになってしまった。
オペラは苦難の末、2月の半ばに完成させる。同時にリウマチの症状は悪化する一方であった。

### 初演
1846年の3月17日にフェニーチェ劇場で行われ、当初は冷ややかな反応であったが、2日目には熱狂的な成功を収める。その年のうちにボローニャやフィレンツェなどイタリア国内で立て続けに上演されている。また1850年代までヴェルディの人気のあるオペラとして長らく上演された。
初演後ヴェルディは、医師から6か月ほど休養するよう助言を受け、同年の春から休養に入る。

## 原作と台本
- 原作:ツァハリアス・ヴェルナーの戯曲『フン族の王アッティラ』（1808年発表）。これは史実に基づく。
- 台本:テミストクレ・ソレーラとフランチェスコ・ピアーヴェ（未完部分の補筆）のイタリア語による。

## 登場人物
| 人物名       | 声域     | 役                                     | 初演時のキャスト (1846年3月17日)                 |
| ------------ | -------- | -------------------------------------- | ------------------------------------------------ |
| アッティラ   | バス     | フン族の王                             | イニャツィオ・マリーニ (Ignazio Marini)          |
| エツィオ     | バリトン | ローマ軍の将軍                         | ナターレ・コンスタンティーニ (Natale Costantini) |
| オダベッラ   | ソプラノ | アクイレイアの領主の娘                 | ゾフィー・レーヴェ (Sophie Loewe)                |
| フォレスト   | テノール | アクイレイアの騎士                     | カルロ・グアスコ (Carlo Guasco)                  |
| ウルディーノ | テノール | ブルターニュ人の青年、アッティラの奴隷 | エットーレ・プロフィーリ (Ettore Profili)        |
| レオーネ     | バス     | ローマの老人                           | ジュゼッペ・ロマネッリ (Giuseppe Romanelli)      |

その他（合唱）:首領たち、王たち、フン族、ヘルル族、東ゴート族、テューリンゲン族、グァディ族、ゲピッド人、ドルイド教の僧たち、巫女たち、隠者たち、奴隷たち

## あらすじ
時と場所:紀元前5世紀の中頃。イタリアのアクイレイア、アドリア海に臨む海岸とローマ近郊。

### 前奏曲
前奏曲（ラルゴ、ハ短調、4分の4拍子）はわずか40小節であるが、アッティラの悲劇を簡潔に象徴する。

### プロローグ（アクイレイアの広場）
イタリアに攻め込んだアッティラ率いるフン族の精鋭部隊は、アドリア海を望むアクレイアを壊滅させるかたちで征服することに成功する。アッティラのところにアクイレイア人の女戦士たちが部下のウルディーノに連れられてくる。アッティラはアクイレイア人を皆殺しにせよという指示に従わなかったことを咎めるが、ウルディーノは王への貢物であると答える。一人の女戦士オダベッラは「それは祖国への愛のため」と昂然として答え、これに感心したアティラは何か望みのものを与えるという。彼女は自分の剣を返して欲しいと答えると、代わりにアッティラは自分の剣を与える。オダベッラはいつか殺された父の仇を果たそうと決意する。
オダベッラたちが去ったあと、アッティラはローマの使者エツィオを呼びつける。やって来たエツィオは人々を退けてから、アッティラと二人だけで話し合い、密約を持ちかける。もし、東西ローマが弱体化した際、アッティラが全ヨーロッパを支配する代わりに、イタリアを自分にくれるのなら、アッティラと手を結んでも良いという申し入れを持ちかける。それを聞いたアッティラは裏切り行為だと怒り、「そのような堕落した考えが起こる国は滅亡して当然だ」と言い放つ。拒否されたうえ憤然とするエツィオはその場から出て行く。
第2場はアドリア海の干潟の中に浮かぶ泥地の小さな島。嵐の中、とある粗末な小屋に何人かの修行僧が神に祈りを捧げて暮らしている。嵐が止み、空が明るくなった時、フォレストと共にアクイレイアから逃げてきた人々の小舟が次々と到着する。フォレストは恋人のオダベッラの身を案じつつその苦悩を歌う（カヴァティーナ『彼女は野蛮人の手中に』）。フォレストと人々は、祖国に勝利が訪れることを信じて共に誓う。

### 第1幕（2場）

#### 第1場 アッティラの陣営に近い森の中
プロローグから数週間が経ったある夜の森の中、オダベッラは恋人フォレストと再会する。フォレストはオダベッラがアッティラの愛妾になったと思い込み、怒りを露わにするが、オダベッラはアッティラにわざと媚を売っているのは祖国と父の復讐の機会を狙っているためであると必死に弁明する。フォレストの怒りは沈んで和解し、熱い抱擁に浸る。

#### 第2場 天幕の中
ある晩に横たえていたアッティラは、夢に魘されて突然飛び起きる。夢の中で一人の老人が「お前は神の土地ローマに踏み入ることは許されない」と告げられた事を底知れぬ恐怖を抱く。我に戻ったアッティラは、気を取り直してローマを征服する決意を固める。部下や神官たちを招集して出陣の命令を下すが、白衣の老人レオーネを先頭に、女たちや子供らの民衆が平和を祈りながら行進する。レオーネが、先に夢に出てきた老人と同じ言葉を口にするのを聞いたアッティラは恐れ慄いて戦意を喪失し、その場で跪く。
行列の中にいたフォレスト、レオーネとオダベッラたちはこの姿を目撃し、祖国の勝利を改めて確信する。

### 第2幕（2場）

#### 第1場 エツィオの陣営
アッティラとの休戦協定を結んだローマ皇帝ヴァレンティニアンの撤収命令を読みつつ、エツィオは不満と怒りを押さえつけられないでいた。そこに兵士らに導かれて入って来たアッティラの奴隷たちが、エツィオを招待したいというアッティラの伝言を持ってくる。使者の中に紛れていたフォレストは人目を偲んで、エツィオにアッティラへの復讐の計画を打ち明け、賛同を得る。エツィオは復讐を決意する（一同の退場の後、エツィオは『わが運命の賽は投げられた』を勇壮に歌い上げる）。

#### 第2場 アッティラの陣営の祝宴の場
華やかな前奏の後、祝宴の場でエツィオがウルディーノに導かれて登場し、丁重な歓迎を受ける。ドルイッド教の神官らがアッティラに近づいて身の危険を警告する。しかしアッティラは平然な態度で気に止めなかった。その時突然の嵐で辺りが真っ暗になると、一同が慄いている隙にフォレストはオダベッラの手をとる。一方でエツィオはアティッラに同盟を提案するが再び拒否される。
ようやく嵐が去り、一面が明るくなると、アティッラは気を取り直して乾杯しようとする。その瞬間、オダベッラがその杯には毒が入っていると叫ぶ。激怒するアッティラの前にフォレストが出て来て、「自らがやったことだ」とフォレストの毅然とした態度に、アッティラは剣を振り下すことが出来ないでいた。オダベッラはアッティラに自分が代わりに裏切り者のフォレストを処罰しようと進言する。アッティラはオダベッラの勇気ある行動に喜び、彼女を王妃に迎えようと宣言する。フィナーレでは3人がそれぞれ復讐の決意をしながら終わりを迎える。

### 第3幕 アッティラの陣営に近い森の中
第1幕第1場と同じ場所。アッティラとオダベッラの婚礼の日の朝。オダベッラが再び裏切ったことに怒りに堪えるフォレストはウルディーノと待ち合わせて、アッティラの天幕を襲撃しようと待機している。やがて式の最中に、婚礼の喜びの合唱が聞こえるや、フォレストの怒りは頂点に達する。そこにオダベッラが天幕から飛び出し、フォレストに対して必死に弁明するも、一向に信じようとしないフォレスト。その背後に苛立つエツィオ。そこへ彼女を追ってきたアッティラは3人が一緒にいるのを見て、裏切り者を罵り激昂する。その背後（舞台裏）からローマ軍の鬨の声が聞こえ、今や復讐の時が来たと悟り、フォレストを先に越して、オダベッラは短剣でアッティラを刺し殺して父の仇を取る。不意を突かれたアッティラはその場で息絶える。勝利の凱歌のうちに幕が下りる。